# Dasani
Dasani (uttal: /dəˈsɑːni/) är ett varumärke för bordsvatten som tillverkas av The Coca-Cola Company och lanserades i februari 1999. Vid tillverkningen används kommunalt kranvatten, som filtreras med hjälp av filtreringstekniken omvänd osmos. Därefter tillsätts kemiska föreningar som magnesiumsulfat, kaliumklorid och natriumklorid.